# Calephelis wrighti
Calephelis wrighti is een vlindersoort uit de familie van de prachtvlinders (Riodinidae), onderfamilie Riodininae.
Calephelis wrighti werd in 1930 beschreven door Holland.